# Episodi di Nicky, Ricky, Dicky & Dawn (prima stagione)
La prima stagione della serie televisiva Nicky, Ricky, Dicky & Dawn è andata in onda negli Stati Uniti d'America dal 13 settembre 2014 al 24 marzo 2015.
In Italia è stata trasmessa in prima visione assoluta su Nickelodeon dal 26 gennaio 2015 al 3 luglio 2015,  in chiaro è stata trasmessa in prima tv su Super! dal 15 novembre 2015.
| nº | Titolo originale                                  | Titolo italiano            | Prima TV originale | Prima TV Italia |
| -- | ------------------------------------------------- | -------------------------- | ------------------ | --------------- |
| 1  | Pilot                                             | La squadra                 | 13 settembre 2014  | 26 gennaio 2015 |
| 2  | Dawn Moves Out                                    | Dawn cambia stanza         | 20 settembre 2014  | 29 gennaio 2015 |
| 3  | Get Sporty-er!                                    | Il negozio concorrente     | 27 settembre 2014  | 28 gennaio 2015 |
| 4  | Field of Brains                                   | Una notte di paura         | 4 ottobre 2014     | 6 febbraio 2015 |
| 5  | Scaredy Dance                                     | Un ballo da paura          | 18 ottobre 2014    | 3 febbraio 2015 |
| 6  | Remote Control Control                            | Il comando del telecomando | 1º novembre 2014   | 30 gennaio 2015 |
| 7  | Poo Dunnit                                        | Non sono stato io!         | 8 novembre 2014    | 5 febbraio 2015 |
| 8  | I Got your Back                                   | Il codice dei gemelli      | 15 novembre 2014   | 27 gennaio 2015 |
| 9  | The Sad Tail of Gary-Chip-Tiny Elvis-Squishy-Paws | Coda triste                | 22 novembre 2014   | 4 febbraio 2015 |
| 10 | Santa's Little Harpers                            | I piccoli Harper di Natale | 29 novembre 2014   | 5 febbraio 2015 |
| 11 | The QuadFather                                    | Il Quadrino                | 10 gennaio 2015    | 22 giugno 2015  |
| 12 | The Quad-test                                     | I quattro portafortuna     | 24 gennaio 2015    | 23 giugno 2015  |
| 13 | The Secret                                        | Il segreto                 | 31 gennaio 2015    | 24 giugno 2015  |
| 14 | Take the Money and Run                            | Prendi i soldi e scappa    | 7 febbraio 2015    | 29 giugno 2015  |
| 15 | Valentime's Day                                   | Il giorno di San Valentino | 14 febbraio 2015   | 2 luglio 2015   |
| 16 | Piggy, Piggy, Piggy and Dawn                      | I 3 porcellini e Dawn      | 28 febbraio 2015   | 3 luglio 2015   |
| 17 | Quad-ventures in Babysitting                      | Babysitter per quattro     | 7 marzo 2015       | 25 giugno 2015  |
| 18 | M.D. Day                                          | La visita dal dottore      | 14 marzo 2015      | 30 giugno 2015  |
| 19 | Abraquadabra                                      | Abraquadabra               | 21 marzo 2015      | 26 giugno 2015  |
| 20 | Family Matters                                    | Una serata in famiglia     | 24 marzo 2015      | 1 luglio 2015   |

## La squadra
Nicky, Ricky, Dicky e Dawn sono quattro gemelli che non fanno altro che litigare. Quando tutti e quattro chiedono di poter adottare un cane randagio, saranno costretti dai loro genitori, proprietari del negozio "Tom Gets Sporty", a non litigare per una settimana mentre se ne occupano, come periodo di prova. Il tempo passa e l'ultimo giorno, in un momento di litigio dei bambini, il cane rovina una maglia da collezione del padre, Tom. I quattro cercano allora di risolvere la situazione di nascosto, ma alla fine vengono comunque scoperti. La madre Anne, tuttavia, si accorge di come i figli abbiano collaborato perfettamente per cercare di sistemare il problema senza finire nei guai e permette loro di tenere il cane, ma che tengono ai loro genitori Tom ed Anne, proprietari del negozio "Gets Sporty". Dopo un'ennesima litigata, cercheranno di mostrare ai genitori la loro collaborazione, occupandosi di un cagnolino.

## Dawn cambia stanza
Stanca di avere in stanza tre maschi, Dawn cambia stanza, ma si rivela una scelta sbagliata...

## Il negozio concorrente
Arrivano in città due vecchi nemici del pattinaggio degli Harper, i Dynamite, che hanno costruito un negozio identico a quello degli Harper, dal nome "Gets Sporty-Er". Intanto una ragazza di nome Tess inizia a diventare amica dei gemelli; solo Dawn non si fida di lei. Infatti Tess è la figlia dei Dynamite!

## Una notte di paura
I gemelli vogliono vedere un film su zombie mangiacervelli, ma i genitori glielo vietano poiché sono ancora piccoli. I gemelli, però, hanno un piano per farli addormentare e riuscire a vedere il film!

## Un ballo da paura
È il giorno di Halloween e Dawn ha paura di andare alla festa scolastica perché non sa ballare. Intanto Ricky e Dicky, inconsapevolmente di chi sia la futura compagna dell'altro, decidono di invitare una ragazza, Scarlett, alla festa.

## Il comando del telecomando
I gemelli litigano per il telecomando quindi Tom ed Anne, siccome è il loro anniversario e non vogliono avere problemi, decidono di vietarli di guardare la TV.

## Non sono stato io!
Gli Harper devono fare una vacanza, ma siccome qualcuno ha intasato il water parte l'interrogatorio!

## I piccoli Harper di Natale
I gemelli vanno in vacanza di Natale e, per avere la paghetta e comprare l'amata X-Box, decidono di lavorare come 'folletti di Natale' al negozio dei genitori, badando ai bambini.

## Il Quadrino
Il compleanno dei gemelli si sta avvicinando ed essi sono alle prese con le loro feste, decidendo di farle separate cavandosela da soli. Nicky vuole invitare come ogni anno il famoso 'Quadrino', di cui gli altri gemelli sanno già che è in realta il loro papà travestito da castoro.

## Il giorno di San Valentino
È arrivato San Valentino e i gemelli vorrebbero organizzare una cenetta romantica per i genitori.

## I 3 porcellini e Dawn
Arriva la recita annuale e Nicky, Ricky e Dicky vorrebbero fare la solita recita del "Lupo e i 3 porcellini". Ma Dawn, con l'aiuto dell'amico Mack, vuole mettere in scena "Riccioli d'Oro e i 3 orsi".

## Babysitter per quattro
Stanchi della solita signora che fa il babysitting, i gemelli chiedono ai genitori di assumere Josie, la barista del Gets Sporty, come loro babysitter.

## La visita del dottore
I gemelli vanno all'ospedale per fare dei vaccini, ma a causa di alcuni imprevisti dovranno avventurarsi nell'edificio.

## Una serata in famiglia
I gemelli vogliono evitare la serata dei giochi del sabato e così fanno fare amicizia ai genitori con una coppia conosciuta al Get Sporty.